# Итальянская кампания (1943—1945)
Италья́нская кампа́ния (1943—1945) (англ. Italian campaign) — военные действия вооружённых сил США, Великобритании и их союзников против войск Германии и Италии во время Второй мировой войны с целью разгрома и вывода Италии из войны и захвата её территории. Кампания началась в июле 1943 года, со вторжения на Сицилию, концом военных действий считается капитуляция немецких войск в северной Италии в мае 1945 года.
Общие потери союзных войск антигитлеровской коалиции (включая раненых и пропавших без вести) в кампании составили порядка 320 000 человек, у стран «Оси» — около 658 000 человек. Считается, что никакая другая кампания в Западной Европе не стоила воюющим сторонам дороже Итальянской кампании, по количеству погибших и раненых солдат.

## Предпосылки
К лету 1943 года Италия оказалась в тяжёлом положении. Кроме разгрома на Восточном фронте, итальянские войска понесли тяжёлые поражения в Восточноафриканской кампании, Североафриканской кампании и Тунисской кампании в результате которых итальянцы потеряли все свои африканские колонии и оказались перед угрозой вторжения в страну англо-американских войск. Итальянская территория регулярно подвергалась авиационным бомбардировкам. Итальянские войска находились в деморализованном состоянии и имели низкий боевой потенциал. Германия, занятая войной на восточном фронте, не могла послать дополнительные войска на помощь союзнику. В связи с благоприятной обстановкой США, Великобритания и их союзники приняли решение провести высадку в Италии, окончательно разгромить итальянскую армию и вывести Италию из войны.

## Расстановка сил

### Союзники
- 15-я группа армий (командующий Х. Александер). В неё входили 5-я американская армия и 8-я британская армия — всего к 10 июля 1943 года: 13 дивизий, 3 бронетанковые бригады, 3 отряда коммандос и 3 батальона рейнджеров. Авиационную поддержку группе армий оказывали союзные ВВС Средиземноморья, подразделявшиеся на ВВС Северо-западной Африки, ВВС Среднего Востока и ВВС Мальты, в общем имевшие в своём составе более 4 тысяч самолётов.
- Средиземноморский флот Великобритании (командующий Э. Каннингем). В подчинении флота находилось 13 дивизий и 3 бригады (в том числе 2 бронетанковые). Морские силы флота имели 1380 боевых кораблей, десантных и вспомогательных судов и более 1800 единиц высадочных средств.

## Ход кампании

### Высадка в Сицилии
Совместное британско-канадско-американское вторжение на Сицилию началось 10 июля 1943 года одновременной высадкой морского и воздушного десанта в заливе Джела и к северу от Сиракузы. Итальянцы были не в состоянии предотвратить захват острова союзниками, но им удалось эвакуировать на полуостров большую часть своих войск. Последние войска стран «Оси» покинули Сицилию 17 августа 1943 года. Операция дала союзникам необходимый опыт в проведении высадки с моря, ведении совместных операций и массовыми выбросками воздушного десанта. Занятие Сицилии Союзниками имело огромное значение — это обезопасило их судоходство через Сицилийский пролив, а захваченный остров стал плацдармом для дальнейшего наступлении Союзников на территорию материковой части Италии.

### Высадка в материковой Италии
3 сентября 1943 года в ходе операции «Бэйтаун» при поддержке авиации и флота соединения 8-й британской армии пересекли Мессинский пролив и высадились в юго-западной Калабрии, около города Реджо-ди-Калабрия. Правительство Италии капитулировало 8 сентября, но находившиеся на Апеннинском полуострове немецкие войска были готовы к такому повороту событий: они быстро разоружили итальянские войска и приготовились обороняться в одиночку. На рассвете 9 сентября итальянское правительство во главе с королём бежало из Рима на самолёте в Бриндизи. Тем временем союзники продолжали своё продвижение и 9 сентября произвели две дополнительных высадки десанта: 5-я армия США высадилась, при сильном немецком сопротивлении, в Салерно во время операции «Аваланш», а дополнительный контингент британских войск в ходе операции «Слапстик» высадился в Таранто, почти не встретив никакого сопротивления. Существовала надежда на то, что с капитуляцией Италии, немцы отступят на север, так как в то время Адольф Гитлер был убеждён в том, что Южная Италия не имеет важного стратегического значения. Впрочем, в реальности всё вышло иначе, хотя вначале 8-я армия довольно быстро продвинулась на восточном побережье, захватив порт Бари и важные аэродромы возле Фоджи. Основные усилия союзников на западе были направлены на захват портового города Неаполя. Неаполь был выбран потому, что он являлся самым северным итальянским городом, который мог бы быть взят при поддержке авиации, базировавшейся на аэродромах в Сицилии.

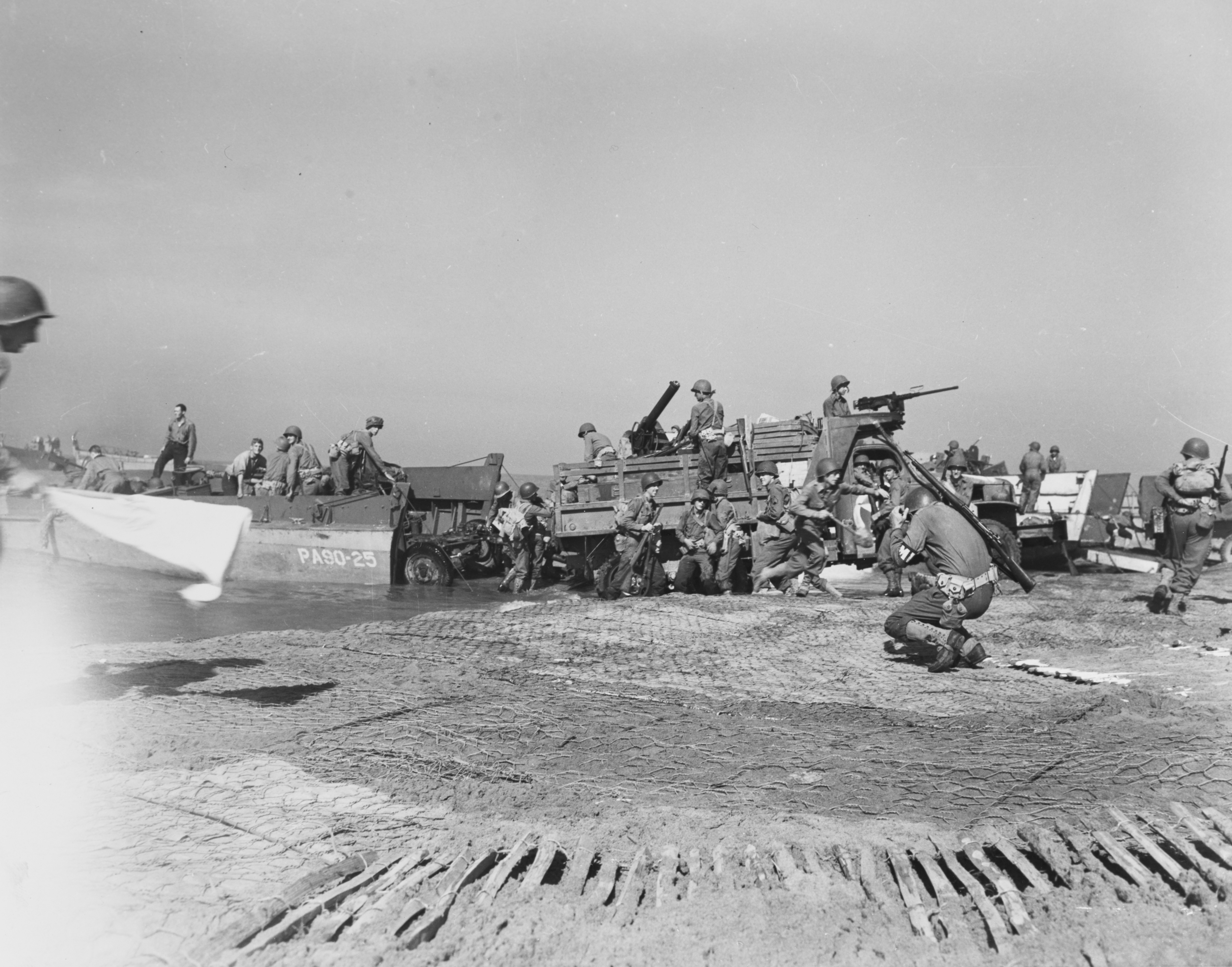
Высадка артиллерии Союзников на побережье Салерно. Сентябрь 1943 г.

По мере того, как союзные войска продвигались на север, они сталкивались со всё более сложной местностью: Апеннинские горы, формирующие «позвоночник» полуострова, явились серьёзным препятствием. В наиболее гористых районах Абруцци более половины длины полуострова занимают горные хребты и вершины более 910 м в высоту. Обороняться в такой местности можно было достаточно эффективно. Отступающие немецкие войска взрывали за собой важные мосты и с помощью запруживания многочисленных рек затапливали большие пространства. Это создавало союзникам значительные трудности в пересечении таких мест и расстраивало таким образом союзнические планы.

### Оккупация Италии Германией
Сразу же после отстранения от власти Муссолини, Гитлер поручил разработку операции по оккупации страны немецкими войсками, захвату Рима и промышленных центров Севера Италии. Наработки планов подобной операции имелись в Германии ещё с мая 1943 года, поскольку немецкое верховное командование предполагало, что после ряда поражений и ухудшения ситуации в войне, Италия втайне может пойти на переговоры со странами Антигитлеровской коалиции, с целью выхода из войны. Потеря Италии, прежде всего как основного союзника Гитлера в Европе, а также важной стратегической территории, имеющей общую границу с рейхом, была для немцев недопустимой. Поэтому 8 сентября 1943 года сразу же после вступления в силу перемирия от 3 сентября между Италией и Союзниками, немецкие войска согласно операции «Ось» начали незамедлительно занимать территорию страны, а также все территории в Европе, которые контролировали итальянские войска. Муссолини был освобождён из-под ареста немецким спецназом под командованием Отто Скорцени и по требованию Гитлера возглавил вновь образованную 23 сентября Итальянскую социальную республику, территорию Италии, которую заняли немецкие войска, установив там своё управление.

### Продвижение к Риму
В начале октября 1943 командующему немецкими войсками на юге Италии фельдмаршалу Кессельрингу удалось убедить Гитлера в том, что оборонительные действия в Италии должны вестись как можно дальше от Германии. Это позволило бы в полной мере использовать гористый и труднопроходимый итальянский ландшафт в целях обороны и предотвратило бы лёгкий захват аэродромов южной Италии, более приближённых к Германии, чем аэродромы Сицилии. Кроме того, Гитлер был убеждён в том, что лёгкий захват южной Италии дал бы союзникам трамплин, с которого можно было бы начать вторжение на Балканы, подбираясь к запасам топлива, бокситов и меди.
После того, как Кессельрингу было передано командование всеми войсками в Италии, он распорядился о создании нескольких линий оборонительных укреплений к югу от Рима. Задачей линии «Вольтурно» и линии «Барбара» являлась задержка союзнических войск ради того, чтобы выиграть время на постройку самой важной сети укреплений — так называемой «Зимней линии», состоящей из «линии Густава» и двух линий укреплений в Апеннинских горах: линии «Бернхардт» (Bernhardt Line) и «линии Гитлера» (Hitler Line).
«Зимняя линия» явилась главным препятствием для сил союзников в конце 1943 года. Из-за неё было приостановлено продвижение в 5-й армии на западной стороне полуострова. Хотя «линия Густава» была прорвана на адриатическом фронте 8-й армии и была занята Ортона, метели, снегопад и нулевая видимость в конце декабря привели к остановке наступления. Из-за этого основное внимание союзников сосредоточилось на западной части итальянского фронта, где наступление через долину Лири, по их мнению, имело самый большой шанс на прорыв немецкой обороны и захват Рима. Высадка морского десанта в Анцио была предназначена для того, чтобы дестабилизировать оборону «линии Густава». Однако союзное командование действовало со значительным промедлением, дав немцам время на ответные меры и глубокий рывок с моря вглубь итальянской территории, предназначенный для рассечения немецкой линии обороны, не произошёл. Союзные силы, высадившиеся на берегу, оказались запертыми немцами на небольшом участке прибрежной территории.
Только после того, как между январём и маем 1944 года были произведены четыре основных наступления на вражеские позиции, «линия Густава» была, наконец, прорвана совместным усилием 5-й и 8-й армий (в их составе были британские, американские, итальянские, французские, польские и канадские части). Подразделения этих армий были сконцентрированы на 32-километровом участке между Монте-Кассино и западным побережьем. В то же время, войска, находящиеся в районе Анцио, прорвали оборону на своём участке, однако они упустили возможность отрезать и уничтожить значительную часть подразделений отступающей 10-й немецкой армии, потому что войска под Анцио, под влиянием успешного прорыва немецкой обороны, сменили направление своего наступления и начали наступать на Рим вдоль побережья. Рим был объявлен немцами «открытым городом», и американские войска вошли в него 4 июня.

### Северная Италия
После захвата Рима и высадки союзников в Нормандии в июне 1944 года многие опытные американские и французские военные части были выведены из Италии, так как их присутствие потребовалось во Франции. Летом 1944 из Италии было выведено количество войск, эквивалентное семи дивизиям. Эти войска были задействованы в операции «Драгун» — высадке союзников на юге Франции. Выведенные войска были частично компенсированы прибывшей 1-й бразильской пехотной дивизией, пехотным элементом Бразильского экспедиционного корпуса.
С июня по август 1944 союзники значительно продвинулись на север: были заняты Рим, Флоренция. Войска подошли к укреплениям «линии Готик». Эта последняя линия немецких укреплений начиналась у Средиземноморского побережья, в 30 км севернее Пизы, проходила вдоль высоких Апеннинских гор между Флоренцией и Болоньей и заканчивалась у Адриатического побережья, немного южнее Римини.
Во время «операции Олива», главного союзного наступления осенью 1944, начавшегося 25 августа, Готская линия была прорвана в нескольких местах, но серьёзного, масштабного прорыва на тот момент ещё не было. Черчилль надеялся, что осенний прорыв откроет перед союзными армиями путь на северо-восток — через «Люблянский коридор» на Вену и в Венгрию, чтобы опередить наступавшие в Восточной Европе советские войска. Это предложение Черчилля вызвало неодобрение начальников штабов США: они понимали важность этого наступления для послевоенных британских интересов в регионе, однако, на их взгляд, эта инициатива шла вразрез с общими военными приоритетами всех Союзников. Американскому военному и политическому руководству гораздо важнее была Западная Европа и Южная Европа, поэтому они не согласились с Черчиллем, и он им уступил.
В декабре 1944 года командующий 5-й армией, генерал Марк Уэйн Кларк, возглавил 15-ю группу армий, сменив Харольда Александера на посту командующего всех союзных войск в Италии. Зимой 1944 — весной 1945 гг. в Северной Италии развернулась оживлённая партизанская деятельность. Так как в Италии как бы параллельно существовало два правительства (правительство Итальянского Королевства и пронацистская Республика Сало), партизанские действия приобрели некоторые черты гражданской войны.
Продолжение наступления союзников в самом начале 1945 года было невыгодным из-за больших потерь в ходе осенних боёв в Северной Италии, а также плохих погодных условий, сводящих к нулю маневренность войск и подавляющее превосходство союзников в воздухе. Кроме того, потребовалось перебрасывать много английских частей из Италии в Грецию, а 1-й канадский корпус — в северо-западную Европу. Из-за всех этих причин, союзники приняли стратегию «наступательной обороны», в то же время готовясь к последнему наступлению весной, когда погодные условия улучшатся.
В феврале 1945 года части 4-го корпуса (Бразильский экспедиционный корпус и свежеприбывшая 10-я горнопехотная дивизия США) в ходе операции «Энкор», продвигаясь с боями через минные поля, сравняли свой фронт с фронтом находящегося справа от них 2-го корпуса США. Союзным подразделениям удалось сбросить немецкие войска с господствующей высоты Монте-Кастелло, а также захватить смежные вершины Монте-Бельведере и Кастельнуово, лишив, таким образом, обороняющихся удобных артиллерийских позиций, простреливающих подходы к Болонье. Немецкая артиллерия была установлена в тех местах со времён неудачной попытки союзников взять этот город осенью. В то же время, повреждённая войной инфраструктура Италии вынудила нацистов использовать морские и речные пути для переброски подкреплений и снабжения войск. Это привело к «операции Баулер», состоявшейся 21 марта, в ходе которой союзная авиация подвергла бомбардировке немецкие суда, стоящие в венецианской гавани.
Последнее союзное наступление на итальянском фронте началось с массированного артиллерийского и воздушного удара, состоявшегося 9 апреля 1945 года. К 18 апреля на востоке силы 8-й армии прорвали оборону противника у перевала Аргента. Их механизированные части уже продвигались в обход Болоньи, чтобы, встретившись с войсками 4-го корпуса, продвигающегося через Апеннинские горы в центральной Италии, замкнуть кольцо окружения за войсками, оборонявшимися в городе. Болонья была взята 21 апреля силами польской 3-й карпатской стрелковой дивизии, 34-й пехотной дивизии США из состава 5-й армии и группы итальянских партизан. 10-я горнопехотная дивизия, обошедшая Болонью, 22 апреля достигла реки По, на следующий день на фронте 8-й армии до реки дошла и 8-я индийская пехотная дивизия.
25 апреля Итальянский Партизанский Комитет Освобождения объявил о начале восстания и в тот же день, после пересечения реки По на правом фланге, войска 8-й армии продвинулись на северо-восток, направляясь на Венецию и Триест. На фронте 5-й армии США армейские соединения продвинулись на север в направлении Австрии, и на северо-запад — на Милан. На левом фланге 5-й армии 92-я пехотная дивизия (так называемая дивизия «солдат баффало», состоящая из афроамериканцев) прошла вдоль побережья, направляясь на Геную, а быстрое продвижение бразильской дивизии на Турин позволило бразильцам застать врасплох немецко-итальянскую армию Лигурии, что привело к разгрому немцев.
В конце апреля у немецкой группы армий «C» (немецкие войска в Италии) после отступления на всех фронтах и потери почти всей военной мощи не осталось иного выбора, кроме капитуляции. Генерал Генрих фон Фитингхоф (занимавший пост командующего группой армий «C» после Кессельринга), с конца 1944 ставший командующим немецким Западным Фронтом, 29 апреля 1945 года подписал акт о капитуляции всех войск на территории Италии. Формально договор вступил в силу 2 мая
2 мая 8-я английская армия достигла северо-восточных границ Италии и города Триест. 5-я американская армия у северо-западных границ Италии встретилась с французскими частями из 6-й группы армий, которые наступали из Французской Ривьеры.
4 мая 88-я американская пехотная дивизия встретилась на Бреннерском перевале в Альпах с 103-й американской пехотной дивизией (из 6-й группы армий), которая наступая с Западноевропейского театра военных действий из Германии и Австрии перешла через Альпы и вошла на территорию Италии.
8 мая вся территория Италии была освобождена войсками союзников.

## Карты

Карты расположения воюющих сторон, взятые из документа Atlas of the World Battle Fronts
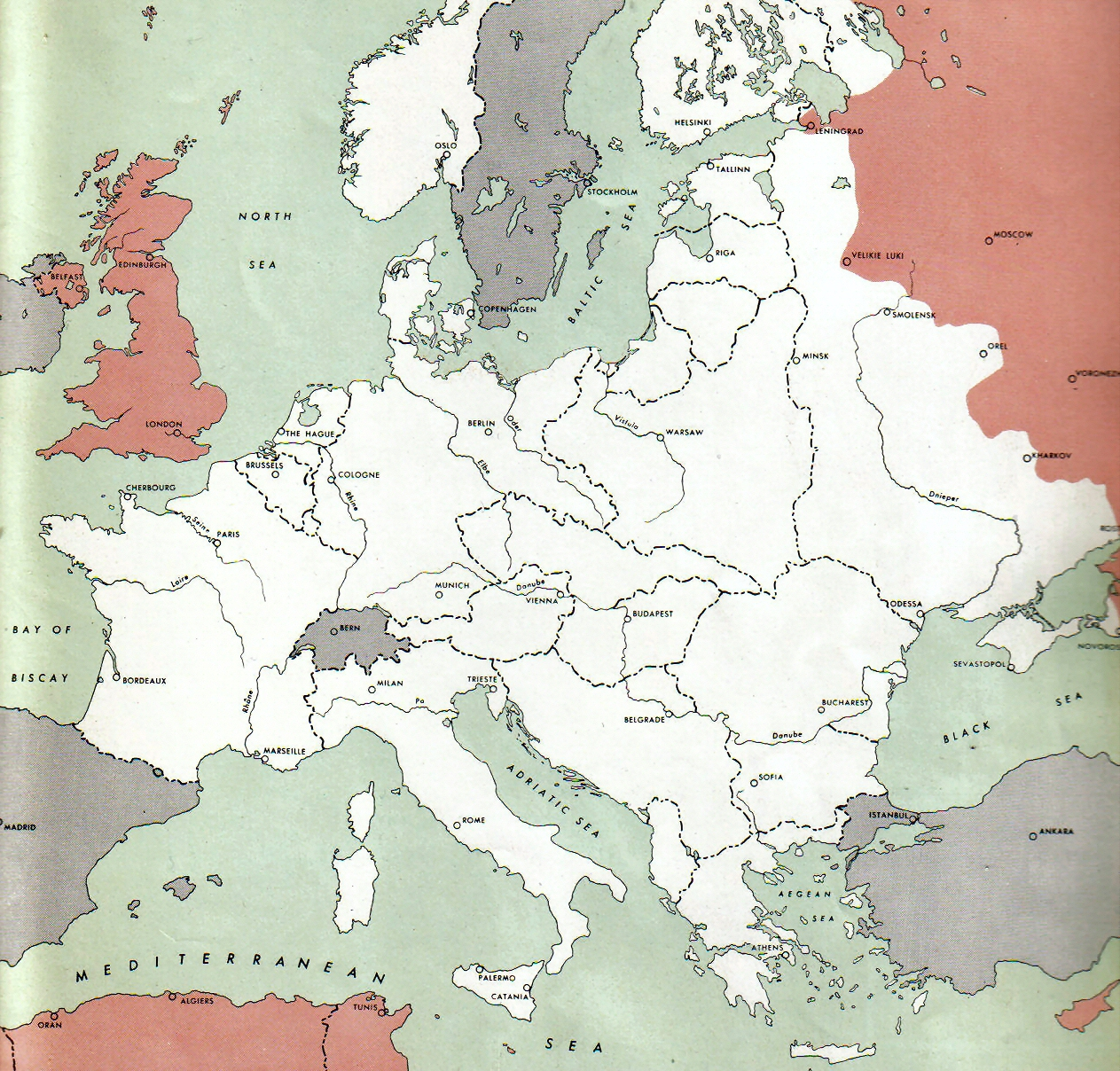
1 июля 1943
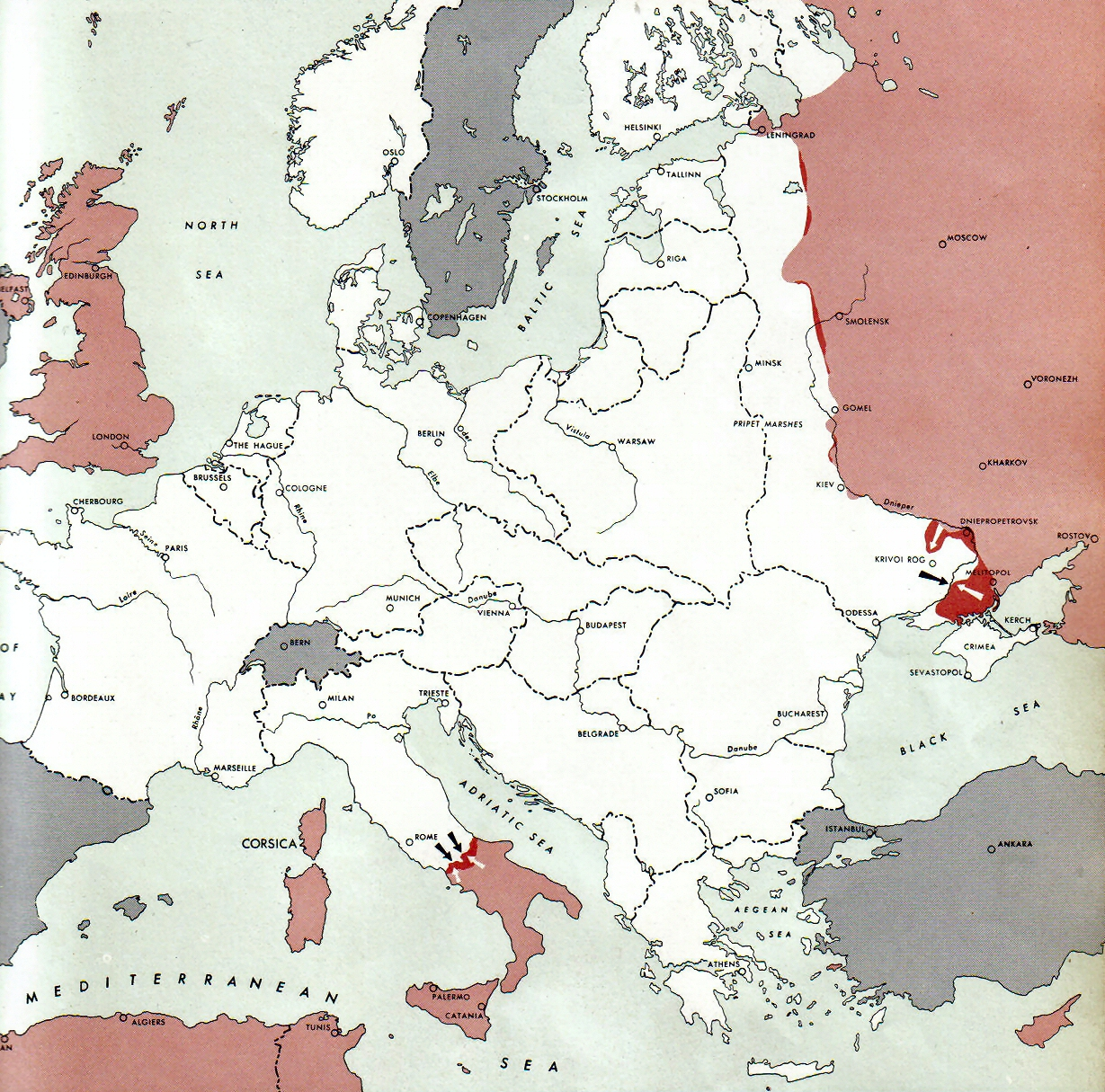
1 ноября 1943
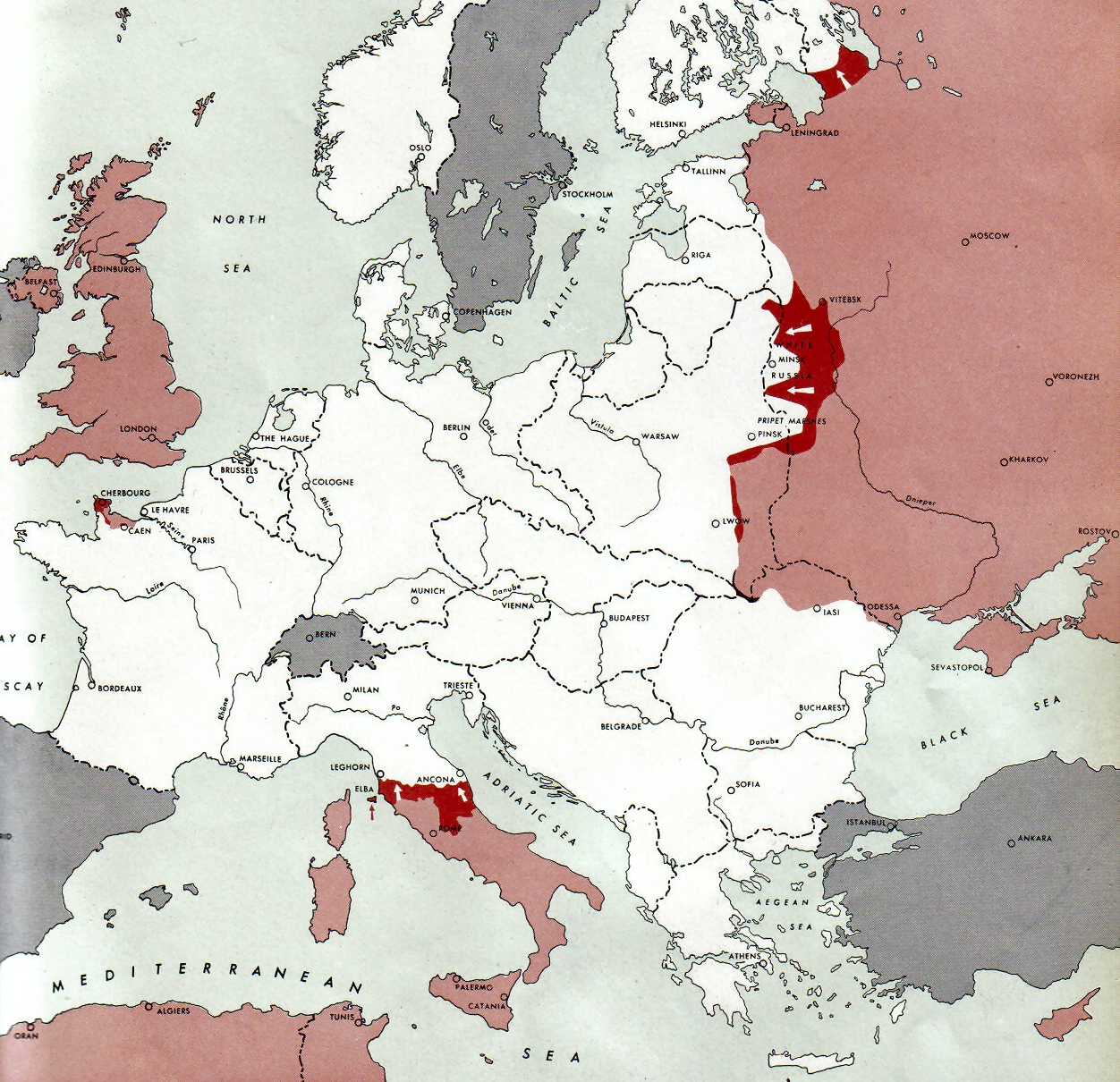
1 июля 1944
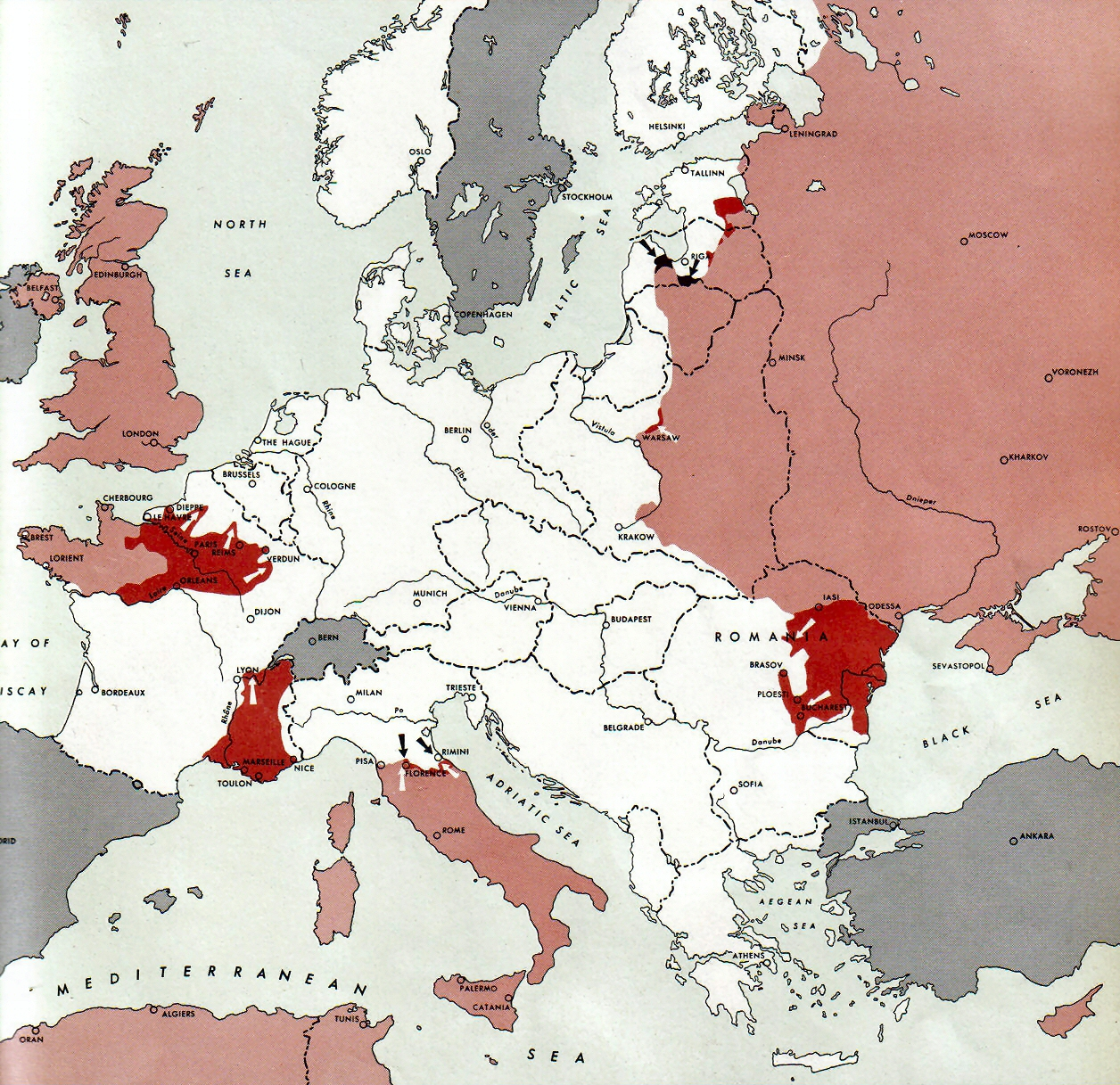
1 сентября 1944
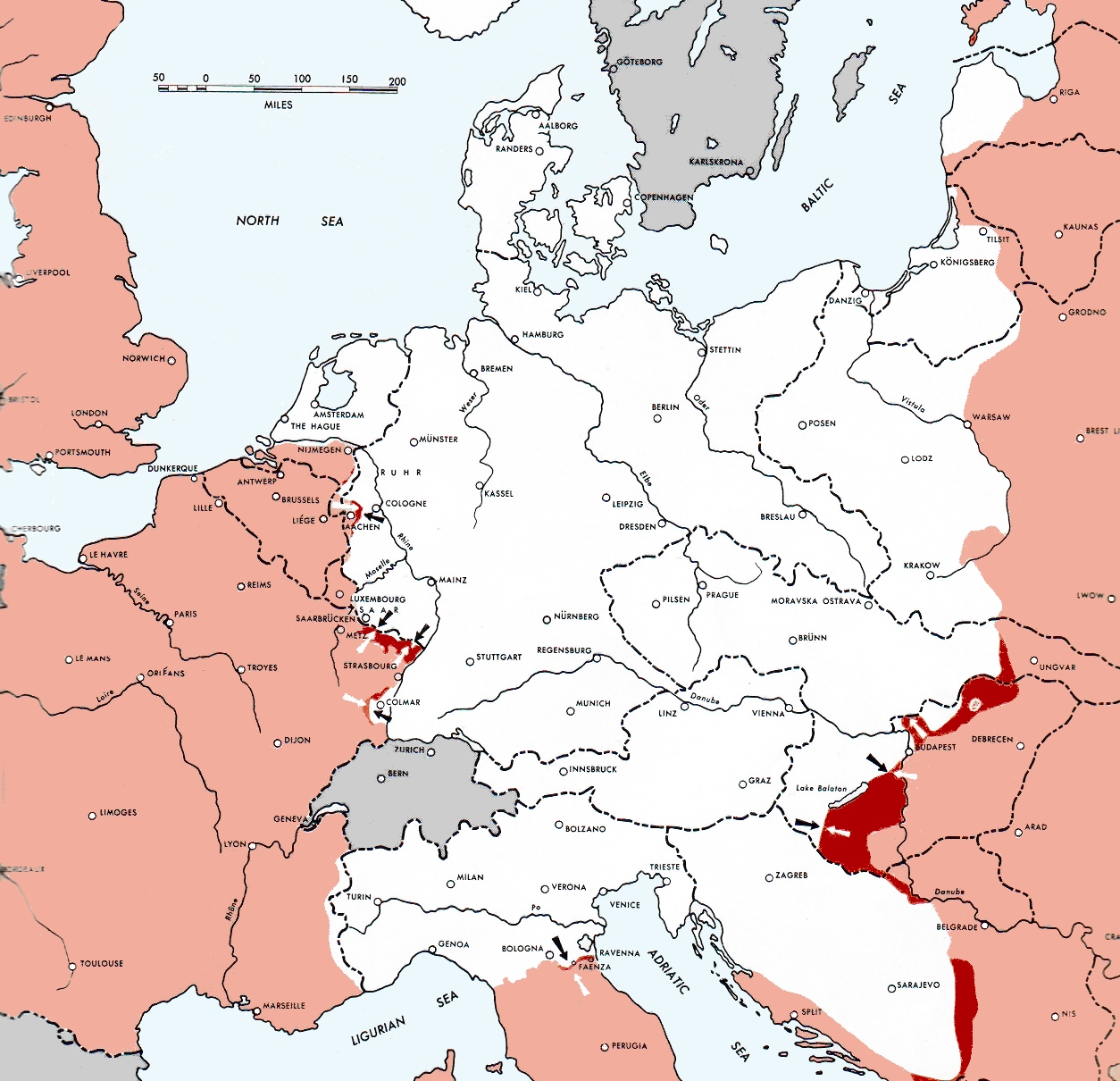
15 декабря 1944
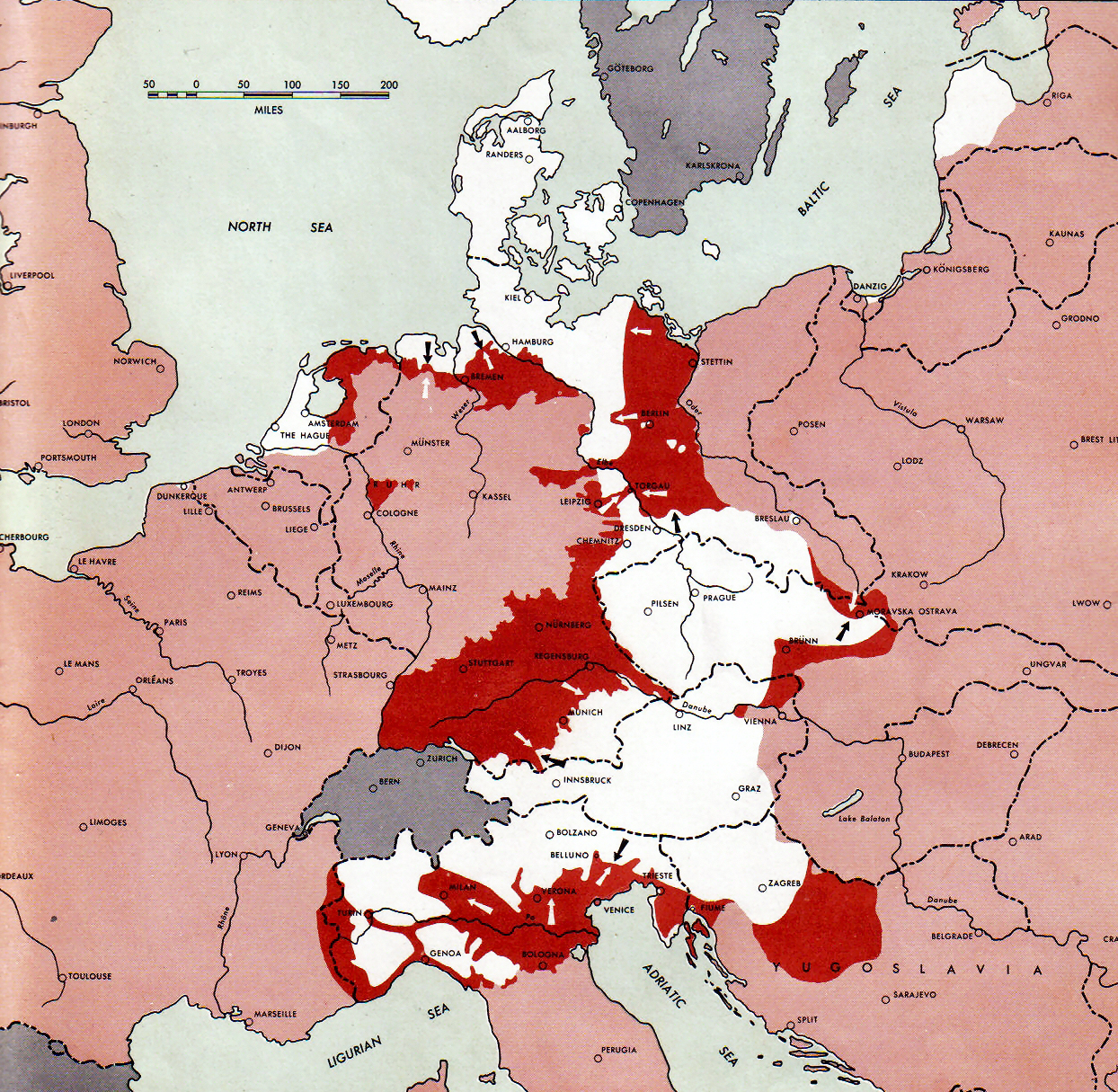
1 мая 1945